# Munia Maior de Castela
Munia Maior de Castela (em castelhano: Munia Mayor) ou Mumadona Sanches ou Muniadona (em castelhano: Mumadonna Sanchez; 995 - 1067) foi rainha consorte do Reino de Pamplona entre o ano 1010 e 1095 a que acrescentou os territórios de Ribagorça em 1017 e de Castela em 1028 por seus direitos dinásticos.

## Relações familiares
Foi filha do conde de Castela Sancho Garcia e sua mulher Urraca Gomes da nobre família Banu Gomes, filha do conde Gomes Dias de Saldanha e de Muniadona Fernandes. Casou com o rei Sancho Garcês III de Pamplona por volta de 1011, de quem teve:
- Garcia Sanches III de Pamplona, rei de Navarra;
- Gonçalo I Sanches, conde de Sobrarbe e Ribagorça, (?–1045);
- Fernando I, o Magno (1016–1065), conde de Castela (1035–1065) e rei de Leão (r. 1037–1065);
- Bernardo Sanches de Navarra.
- Jimena Sanches, rainha de Leão pelo seu casamento com Bermudo III.[1]

Em 1017, o conde de Ribagorza, Guilherme Isarno foi assassinado durante uma expedição ao vale de Arán, os quais aspiravam à sucessão do conde e seus territórios tanto Maior Garcia, filha do conde de Castela Garcia Fernández e de Ava de Ribagorza e viúva de Raimundo III de Pallars Jussá, como o rei Sancho Garcés III, que reclamava os direitos dinásticos de sua esposa Muniadona, neta de Ava de Ribagorza e bisneta de Raimundo II de Ribagorza. 